# 俄罗斯河流列表
俄羅斯河流列表，列舉全部或部分流經俄羅斯的河流，並依流域的地理位置由西至東排序。支流則由河口至源頭排序。

## 大西洋

### 黑海
- 庫班河
- 頓河
- 第聂伯河
  - 索日河

### 波羅的海
- 道加瓦河
- 尼曼河

## 北冰洋

### 白海
- 奥涅加河
- 梅津河
- 凯姆河
- 北德维纳河
  - 尤格河
  - 蘇霍納河

### 巴倫支海
- 伯朝拉河

### 喀拉海
- 鄂畢河
  - 比亞河
  - 额尔齐斯河
    - 托博爾河
      - 圖拉河
      - 伊谢季河
        - 米阿斯河

    - 伊希姆河

  - 丘雷姆河
  - 比亞河
  - 卡通河

- 葉尼塞河
  - 庫列伊卡河
  - 下通古斯河
    - 科切丘姆河

  - 石泉通古斯河
  - 安加拉河
    - 色楞格河

  - 阿巴坎河

- 皮亞西納河

### 拉普捷夫海
- 哈坦加河
- 奧列尼奧克河
- 阿納巴爾河
- 勒拿河
  - 維柳伊河
  - 阿爾丹河
    - 阿姆加河
    - 馬亞河
    - 烏丘爾河

  - 奧廖克馬河
  - 基廉加河
  - 維季姆河

### 東西伯利亞海
- 因迪吉爾卡河
- 科力馬河

## 太平洋

### 白令海
- 阿納德爾河

### 鄂霍次克海
- 黑龙江
  - 乌苏里江
  - 石勒喀河
    - 鄂嫩河

  - 额尔古纳河

### 日本海
- 绥芬河

## 裏海
- 乌拉尔河
- 庫馬河
- 伏尔加河
  - 卡馬河
    - 維亞特卡河

  - 蘇拉河
  - 奧卡河
    - 莫斯科河